# Zaria

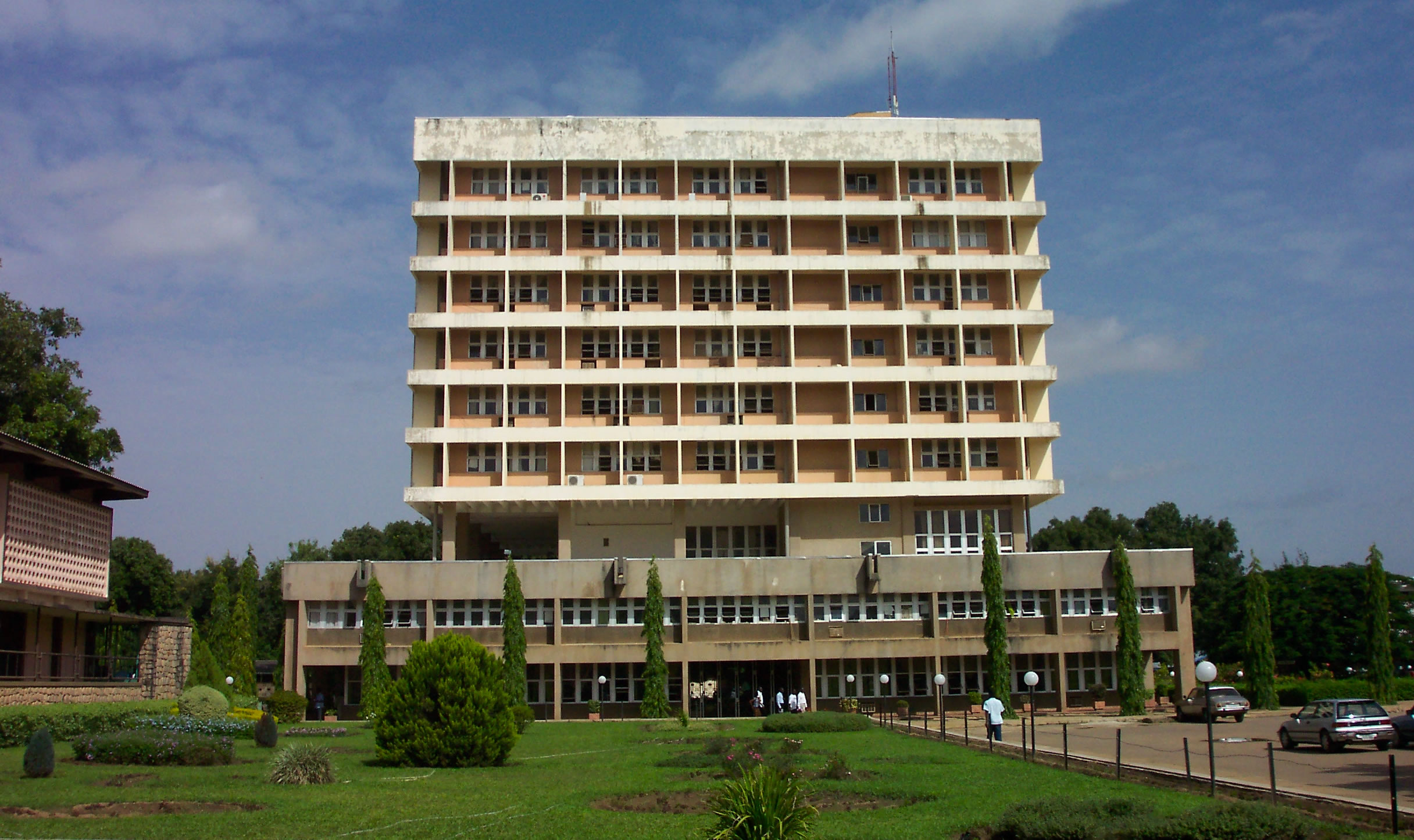
Senaatsgebouw van de Ahmadu Bello Universiteit

Zaria (historisch: Zazzau) is een grote stad in de staat Kaduna in het noorden van Nigeria tussen de steden Kano en Kaduna. De stad had 335.000 inwoners bij de volkstelling van 1991.

## Geschiedenis
De stad stond vroeger bekend als Zazzau en vormde reeds in de 10e eeuw een van de zeven Hausa-stadstaten. De lokale Habe-bevolking was sedentair en was vooral gericht op de landbouw. Rond 1490 arriveerde net als in haar zustersteden Kano en Katsina ook in Zazzau de islam en daarmee de handel. Kamelenkaravanen brachten zout naar Zazzau in ruil voor slaven en graan. Zazzau was later een Habe-koninkrijk, dat werd opgericht door de legendarische koningin Amina rond de 16e of 17e eeuw. Het koninkrijk en de hoofdstad kwamen daarop bekend te staan als Zaria. Tussen de zestiende en zeventiende eeuw werd het koninkrijk onderworpen en moest schatting afdragen aan het Songhairijk. De stad werd door reizigers beschreven als zeer belangrijk en telde toen al ongeveer 50.000 inwoners. Europese reizigers die de stad bezochten waren onder andere Hugh Clapperton, Richard Lander en Adamu Baiki. In 1805 werd de stad veroverd door de Fulbe tijdens de Fulbe-jihad en tot onderdeel van het Sokotokalifaat gemaakt, waarbij de stad door een Fulbe-emir werd bestuurd. In 1901 veroverden Britse troepen onder leiding van Frederick Lugard de stad.
De bevolking van Zaria bestaat voornamelijk uit moslims, maar er wonen ook veel christenen en animisten (de staat Kaduna wordt in het zuiden bewoond door christenen en in het noorden door moslims). De recente geschiedenis wordt gekenmerkt door religieuze conflicten tussen deze groepen. In de jaren 80 werden hierbij kerken verwoest in de stad. Sinds 2000 is de stad de zetel van een rooms-katholiek bisdom.

## Economie en transport
De hoofdbestaanswijze wordt nog altijd gevormd door de landbouw, waarbij durra en gierst belangrijke hoofdgewassen en katoen, aardbonen (Macrotyloma geocarpum) en tabak belangrijke verkoopgewassen zijn. De stad wordt door sommigen gezien als een belangrijk landbouwcentrum van de Hausa. In de stad bevindt zich de Ahmadu Bello Universiteit (1962), de belangrijkste Nigeriaanse universiteit en op een na grootste van Afrika. Van deze universiteit zijn veel islamitische intellectuelen afkomstig. Ook bevindt zich een vooraanstaand landbouwinstituut in de stad.
Het oude deel van de stad werd van oorsprong omringd door muren, maar deze zijn nu grotendeels ingestort. In de oude stad en de nabijgelegen wijk Tudun Wada wonen de meeste mensen in traditionele moddersteenhuizen.
Zaria is een belangrijk kruispunt van wegen en spoorwegen. Naar het zuiden toe loopt een spoorlijn naar Kaduna en de stad heeft ook spoorverbindingen met Lagos en Port Harcourt. De stad heeft ook een eigen luchthaven.

## Geboren
- Shola Ameobi (1981), voetballer
- Wunmi Mosaku (1986), actrice
- Isaac Promise (1987-2019), voetballer